# Circuito chiuso (film 1978)
Circuito chiuso è un film per la televisione del 1979 diretto da Giuliano Montaldo.

## Trama
In un cinema di periferia, a Roma, viene proiettato uno spaghetti-western. Il film inizia con diverse persone che assistono a una proiezione cinematografica e con il personale che si prepara. Alcuni spettatori hanno un comportamento insolito, come gli amanti segreti in ultima fila o l'uomo che usa la toilette per un tempo sospetto. Nel cinema ci sono uomini, donne e bambini. Il film è un western e non ha limiti di età, come spiega la signora al botteghino ai visitatori.
Durante la proiezione, un uomo che si era seduto accanto a una giovane coppia viene ucciso con un colpo di pistola. L'incidente avviene alla fine del western, quando due pistoleri si sfidano a duello e vengono sparati dei colpi. Si scatena il panico ed il cinema viene rapidamente chiuso in modo che nessuno possa uscire. Giunta la polizia, l'ispettore si convince che l'assassino e l'arma del delitto devono trovarsi ancora nell'edificio del cinema.
Il detective scopre che la vittima era un pensionato single affascinato dal cinema e dalla fotografia e che lavorava come contabile per il Ministero della Difesa. Il tempo è fondamentale, perché i visitatori intrappolati nel cinema vogliono tornare a casa. Dopo aver interrogato i singoli spettatori, nota il comportamento sospetto di alcuni di loro, come i due amanti, che sono sposati con altre persone e si sono incontrati segretamente nel cinema. Inoltre vengono catturati due malviventi che vogliono lasciare il cinema di nascosto, ma l'ispettore non riesce a dimostrare nulla nemmeno su di loro.
L'ispettore fa ricostruire l'incidente due volte. Per farlo, i visitatori devono sedersi sulle stesse sedie di quando hanno visto il western per la prima volta. Nella prima ricostruzione, un usciere popolare del cinema siede al posto dell'uomo ucciso, venendo a sua volta misteriosamente ucciso alla fine del western. Nella seconda ricostruzione, uno dei superiori del commissario è seduto al posto in questione: si alza e corre per il cinema, pieno di paura, perché un pistolero sullo schermo lo sta puntando e inseguendo con un revolver. Alla fine, spara anche a questa vittima.
Il film non può venire spento e alla fine scompare dallo schermo. Gli esperti della polizia scoprono che tipo di arma da fuoco è stata usata per sparare alle vittime precedenti: una Colt del 1863. Il caso rimane ufficialmente irrisolto. Alla fine del film, l'ispettore e uno dei visitatori, un sociologo, hanno una conversazione filosofica, in cui il sociologo cita dei romanzi di fantascienza e sottolinea che le persone si uccidono a vicenda con le macchine che creano. Le immagini sono più potenti della realtà.

## Produzione
Il film, prodotto per la Rai e inizialmente pensato per la TV, fu presentato al Festival internazionale del cinema di Berlino. In seguito al notevole successo di critica e pubblico qui ottenuto, la Rai decise di distribuirlo nelle sale cinematografiche. A causa però di disaccordi economici con la produzione (gli attori avevano lavorato per compensi bassi che non includevano la diffusione cinematografica e la Rai non volle rivedere gli accordi contrattuali) il film non uscì mai nelle sale.

## Curiosità
Alcune immagini del film proiettato nella sala cinematografica sono tratte dal film ...e per tetto un cielo di stelle del 1968, diretto da Giulio Petroni e interpretato da Giuliano Gemma. La locandina all'interno del cinema pubblicizza la proiezione del film I giorni dell'ira, altro film western interpretato da Giuliano Gemma, che si prestò a rigirare la sequenza incriminata per 'mirare' più chiaramente agli spettatori.